# AussieBum
aussieBum es una marca australiana que fabrica bañadores para hombres. En los últimos años aussieBum ha aumentado también su línea de producción de otras prendas de vestir, incluyendo ropa interior, ropa para el tiempo de ocio, ropa deportiva y de estar por casa que ha ganado muchos seguidores, rivalizando con marcas como Calvin Klein y Dolce & Gabbana. 
La compañía introdujo en el mercado la línea de calzoncillos Wonderjock, diseñada para resaltar la apariencia de los genitales masculinos, que levantó revuelo en los medios de comunicación de diferentes países.
Algunos de los productos de aussieBum se fabrican en Australia, teniendo su sede en el suburbio de Leichhardt en Sídney.

## Historia
En 2001, el director Sean Ashby creó aussieBum tras no encontrar el tipo de bañadores con el que había crecido. La compañía fue lanzada en internet en plena burbuja especulativa del crisi del .com, entonces la página web funcionaba desde una sala de estar creada por Ashby. Junto a Guyon Holland, se creó un nuevo mercado para el clásico estilo speedo Aussie cossie.

## Marketing
La empresa no tiene representantes de ventas en el extranjero, pero confía en la fuerza de su web. Las ventas en Australia representan solo el 10% de su facturación.
La marca se vende en tiendas como Selfridges, Harvey Nichols y House of Fraser en Inglaterra, Printemps en París, KaDeWe en Berlín y Harvey Nichols en Dubái, Boy's Factory en diferentes ciudades de México, así como en pequeñas tiendas en diversas ciudades por todo el mundo.

## Productos

### Wonderjock
En noviembre de 2006, el "Wonderjock" diseñado para elevar y marcar los genitales, a través de la utilización de una "bolsa". En los primeros siete días se vendieron 50.000 unidades. El nombre hace una referencia al popular Wonderbra.
En mayo de 2007, la empresa introdujo el sistema del "Wonderjock" en los trajes de baño. 